# Alpesisí az 1976. évi téli olimpiai játékokon
Az 1976. évi téli olimpiai játékokon az alpesisí versenyszámait február 5. és 14. között rendezték a Patscherkofel-hegyen. A férfiaknak és a nőknek is 3–3 versenyszámban osztottak érmeket.

## Részt vevő nemzetek
A versenyeken 33 nemzet 181 sportolója vett részt.
- Andorra (AND) (5 – 5 férfi)
- Argentína (ARG) (5 – 5 férfi)
- Ausztrália (AUS) (5 – 3 férfi, 2 nő)
- Ausztria (AUT) (12 – 7 férfi, 5 nő)
- Belgium (BEL) (2 – 2 férfi)
- Bulgária (BUL) (5 – 5 férfi)
- Chile (CHI) (5 – 5 férfi)
- Csehszlovákia (TCH) (4 – 2 férfi, 2 nő)
- Egyesült Államok (USA) (14 – 8 férfi, 6 nő)
- Finnország (FIN) (1 – 1 nő)
- Franciaország (FRA) (12 – 7 férfi, 5 nő)
- Görögország (GRE) (2 – 2 férfi)
- Irán (IRI) (4 – 4 férfi)
- Izland (ISL) (6 – 4 férfi, 2 nő)
- Japán (JPN) (4 – 4 férfi)
- Jugoszlávia (YUG) (4 – 4 férfi)
- Kanada (CAN) (8 – 5 férfi, 3 nő)
- Kínai Köztársaság (ROC) (1 – 1 férfi)
- Lengyelország (POL) (2 – 2 férfi)
- Libanon (LIB) (1 – 1 nő)
- Liechtenstein (LIE) (5 – 3 férfi, 2 nő)
- Nagy-Britannia (GBR) (10 – 4 férfi, 6 nő)
- NSZK (FRG) (13 – 6 férfi, 7 nő)
- Norvégia (NOR) (3 – 2 férfi, 1 nő)
- Olaszország (ITA) (12 – 7 férfi, 5 nő)
- Románia (ROU) (2 – 2 férfi)
- San Marino (SMR) (2 – 2 férfi)
- Spanyolország (ESP) (4 – 4 férfi)
- Svájc (SUI) (13 – 8 férfi, 5 nő)
- Svédország (SWE) (4 – 4 férfi)
- Szovjetunió (URS) (2 – 1 férfi, 1 nő)
- Törökország (TUR) (4 – 4 férfi)
- Új-Zéland (NZL) (5 – 3 férfi, 2 nő)

## Éremtáblázat
(A rendező ország csapata eltérő háttérszínnel, az egyes számoszlopok legmagasabb értéke vagy értékei vastagítással kiemelve.)
| Az 1976. évi téli olimpiai játékok éremtáblázata alpesisíben | Az 1976. évi téli olimpiai játékok éremtáblázata alpesisíben | Az 1976. évi téli olimpiai játékok éremtáblázata alpesisíben | Az 1976. évi téli olimpiai játékok éremtáblázata alpesisíben | Az 1976. évi téli olimpiai játékok éremtáblázata alpesisíben | Olimpia  |
| ------------------------------------------------------------ | ------------------------------------------------------------ | ------------------------------------------------------------ | ------------------------------------------------------------ | ------------------------------------------------------------ | -------- |
|                                                              | Ország                                                       | Arany                                                        | Ezüst                                                        | Bronz                                                        | Összesen |
| 1.                                                           | NSZK (FRG)                                                   | 2                                                            | 1                                                            | 0                                                            | 3        |
| 2.                                                           | Olaszország (ITA)                                            | 1                                                            | 2                                                            | 1                                                            | 4        |
| 3.                                                           | Svájc (SUI)                                                  | 1                                                            | 2                                                            | 0                                                            | 3        |
| 4.                                                           | Ausztria (AUT)                                               | 1                                                            | 1                                                            | 0                                                            | 2        |
| 5.                                                           | Kanada (CAN)                                                 | 1                                                            | 0                                                            | 0                                                            | 1        |
|                                                              |                                                              |                                                              |                                                              |                                                              |          |
| 6.                                                           | Liechtenstein (LIE)                                          | 0                                                            | 0                                                            | 2                                                            | 2        |
| 7.                                                           | Egyesült Államok (USA)                                       | 0                                                            | 0                                                            | 1                                                            | 1        |
| 7.                                                           | Franciaország (FRA)                                          | 0                                                            | 0                                                            | 1                                                            | 1        |
| 7.                                                           | Svédország (SWE)                                             | 0                                                            | 0                                                            | 1                                                            | 1        |
|                                                              |                                                              |                                                              |                                                              |                                                              |          |
| Összesen                                                     | Összesen                                                     | 6                                                            | 6                                                            | 6                                                            | 18       |

## Érmesek

### Férfi
| Az 1976. évi téli olimpiai játékok férfi érmesei alpesisíben |                                |         |                                  |         |                                      |         |
| Versenyszám                                                  | Arany                          | Arany   | Ezüst                            | Ezüst   | Bronz                                | Bronz   |
| Lesiklás                                                     | Franz Klammer · Ausztria (AUT) | 1:45,73 | Bernhard Russi · Svájc (SUI)     | 1:46,06 | Herbert Plank · Olaszország (ITA)    | 1:46,59 |
| Műlesiklás                                                   | Piero Gros · Olaszország (ITA) | 2:03,29 | Gustav Thöni · Olaszország (ITA) | 2:03,73 | Willi Frommelt · Liechtenstein (LIE) | 2:04,28 |
| Óriás-műlesiklás                                             | Heini Hemmi · Svájc (SUI)      | 3:26,97 | Ernst Good · Svájc (SUI)         | 3:27,17 | Ingemar Stenmark · Svédország (SWE)  | 3:27,41 |

### Női
| Az 1976. évi téli olimpiai játékok női érmesei alpesisíben |                               |         |                                      |         |                                         |         |
| Versenyszám                                                | Arany                         | Arany   | Ezüst                                | Ezüst   | Bronz                                   | Bronz   |
| Lesiklás                                                   | Rosi Mittermaier · NSZK (FRG) | 1:46,16 | Brigitte Totschnig · Ausztria (AUT)  | 1:46,68 | Cindy Nelson · Egyesült Államok (USA)   | 1:47,50 |
| Műlesiklás                                                 | Rosi Mittermaier · NSZK (FRG) | 1:30,54 | Claudia Giordani · Olaszország (ITA) | 1:30,87 | Hanni Wenzel · Liechtenstein (LIE)      | 1:32,20 |
| Óriás-műlesiklás                                           | Kathy Kreiner · Kanada (CAN)  | 1:29,13 | Rosi Mittermaier · NSZK (FRG)        | 1:29,25 | Danièle Debernard · Franciaország (FRA) | 1:29,95 |